# العلاقات البرازيلية التشيكية
العلاقات البرازيلية التشيكية هي العلاقات الثنائية التي تجمع بين البرازيل والتشيك.

## مقارنة بين البلدين
هذه مقارنة عامة ومرجعية للدولتين:
| وجه المقارنة                                              | البرازيل | التشيك                                                                            |
| --------------------------------------------------------- | --- | --------------------------------------------------------------------------------- |
| المساحة (كم2)                                             | 8.52 مليون | 78.87 ألف                                                                         |
| عدد السكان (نسمة)                                         | 202.66 مليون | 10.52 مليون                                                                       |
| الكثافة السكانية (ن./كم²)                                 | 23.79 | 133.38                                                                            |
| العاصمة                                                   | برازيليا، ريو دي جانيرو | براغ                                                                              |
| اللغة الرسمية                                             | برتغالية برازيلية، Brazilian Sign Language ‏ | اللغة التشيكية                                                                    |
| العملة                                                    | ريال برازيلي، كروزيرو ريال برازيلي ‏، كروزيرو البرازيلية (1990–1993)، البرازيلي كروزادو نوفو، كروزادو برازيلي، cruzeiro ‏، كروزيرو البرازيلية (1942–1967)، الريال البرازيلي (قديم) | كرونة تشيكية، كرونة تشيكوسلوفاكية                                                 |
| الناتج المحلي الإجمالي (بليون دولار)                      | 2.06 تريليون | 215.73 مليار                                                                      |
| الناتج المحلي الإجمالي (تعادل القوة الشرائية) بليون دولار | 3.22 تريليون | 356.15 مليار                                                                      |
| الناتج المحلي الإجمالي الاسمي للفرد دولار أمريكي          | 8.54 ألف | 17.55 ألف                                                                         |
| الناتج المحلي الإجمالي للفرد دولار أمريكي                 | 15.89 ألف | 31.19 ألف                                                                         |
| مؤشر التنمية البشرية                                      | 0.754 | 0.878                                                                             |
| رمز المكالمات الدولي                                      | +55 | +420                                                                              |
| رمز الإنترنت                                              | .br | .cz                                                                               |
| المنطقة الزمنية                                           | | ت ع م+01:00، ت ع م+02:00، توقيت وسط أوروبا، توقيت وسط أوروبا الصيفي، أوروبا/براغ ‏ |

## منظمات دولية مشتركة
يشترك البلدان في عضوية مجموعة من المنظمات الدولية، منها:
| علم المنظمة | اسم المنظمة                        | تاريخ انضمام البرازيل | تاريخ انضمام التشيك |
| ----------- | ---------------------------------- | --------------------- | ------------------- |
|             | مؤسسة التنمية الدولية              | 15 مارس 1963          | 1993                |
|             | يونسكو                             | 4 نوفمبر 1946         | 22 فبراير 1993      |
|             | مؤسسة التمويل الدولية              | 31 ديسمبر 1956        | 1993                |
|             | منظمة حظر الأسلحة الكيميائية       | ?                     | ?                   |
|             | الأمم المتحدة                      | 24 أكتوبر 1945        | 19 يناير 1993       |
|             | المرصد الأوروبي الجنوبي            | 2010                  | 2007                |
|             | الاتحاد الدولي للاتصالات           | 4 يوليو 1877          | 1993                |
|             | منظمة الشرطة الجنائية الدولية      | ?                     | ?                   |
|             | البنك الدولي للإنشاء والتعمير      | 14 يناير 1946         | 1993                |
|             | الاتحاد البريدي العالمي            | ?                     | ?                   |
|             | وكالة ضمان الاستثمار متعدد الأطراف | 7 يناير 1993          | 1993                |
|             | نظام تحكم تكنولوجيا القذائف        | 1995                  | 1998                |
|             | منظمة التجارة العالمية             | ?                     | ?                   |
|             | الفريق المعني برصد الأرض           | ?                     | ?                   |
|             | مجموعة الموردين النوويين           | ?                     | ?                   |

## أعلام
هذه قائمة لبعض الشخصيات التي تربطها علاقات بالبلدين:
- جوسيلينو كوبيتشيك (رئيس برازيلي سابق، 12 سبتمبر 1902[21][22][23] – 22 أغسطس 1976[21][22][23])
- فرانتيسيك لورينز (24 ديسمبر 1872[24] – 24 مايو 1957[24])
- قايدو بيك (فيزيائي ألماني، 29 أغسطس 1903[25] – 21 أكتوبر 1988[25])

## وصلات خارجية
- موقع وزارة الخارجية البرازيلية
- موقع وزارة الخارجية التشيكية